# Geestelijke oefeningen
Geestelijke oefeningen, oorspronkelijke Latijnse titel Exercitia spiritualia, is een religieus werk, geschreven in de periode van 1522 tot 1524 door de heilige Ignatius van Loyola, stichter van de jezuïetenorde. Het werk omvat circa 200 bladzijden en bestaat uit een reeks van gebeden, meditaties en geestelijke oefeningen. De eerste druk verscheen in 1548. De geestelijke oefeningen zijn een gebedstraject van 30 dagen. Men doet de oefeningen niet in zijn eentje. Men ontvangt ze van een gespecialiseerd begeleider. Ze bestaan uit diverse gebeds- en meditatieoefeningen die de retraitant, in alle aspecten van zijn leven, voor God plaatsen, meer in het bijzonder voor de persoon van Jezus Christus. Heel belangrijk hierbij is de Bijbel en de terugblik op de eigen (affectieve) ervaring bij het bidden en mediteren. Naast de 30-daagse retraite zijn er ook andere formules waarin geestelijke oefeningen kunnen worden gedaan: in het dagelijks leven of gedurende kortere periode (bijvoorbeeld 5 of 8 dagen).

## Geschiedenis

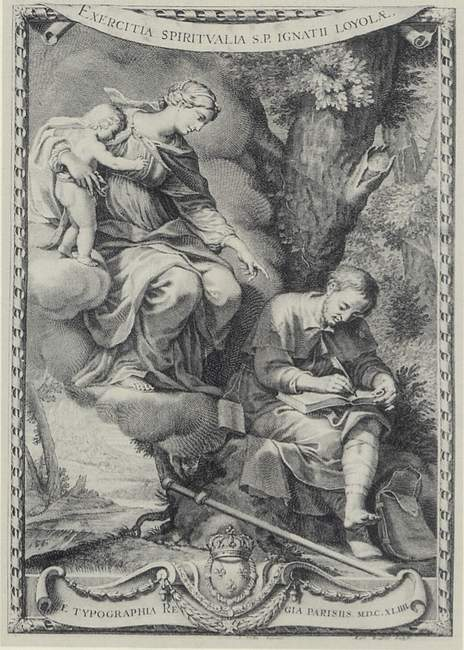
Ignatius schrijft de Exercitia spiritualia

Ignatius van Loyola was als officier gewond geraakt bij de verdediging van de citadel van Pamplona (1521) en bekeerde zich door geleidelijk het onderscheid te bemerken tussen gevoelens van vreugde en droefheid na afloop van het lezen van stichtelijke lectuur en van populaire ridderromans, d.w.z. de onderscheiding der geesten, tijdens zijn ziekbed te Loyola en Manresa. Aan de basis van Geestelijke oefeningen ligt Ignatius' eigen godservaring. Toen hij merkte dat zijn inzichten ook anderen konden helpen, stelde hij ze op schrift. Het boek is sterk getekend door de geest van de tijd, waarin op de Reformatie de Contrareformatie volgde.

## Gebruik
De geestelijke oefeningen stonden en staan aan de basis van de Sociëteit van Jezus, beter bekend als de jezuïetenorde. Tegenwoordig dienen ze ook als leidraad voor retraitehuizen en bezinningscentra als de Oude Abdij van Drongen en de GCL (Gemeenschap Christelijk Leven). Ze staan ook centraal in de spiritualiteit van honderden religieuze groepen en bewegingen, bijvoorbeeld de gemeenschap van Chemin Neuf in Oosterhout, de Servi Jesu et Mariae en de  Blauwe zusters.